# Unione Sportiva Catanzaro 1929 2020-2021
Questa voce raccoglie le informazioni riguardanti l'Unione Sportiva Catanzaro nelle competizioni ufficiali della stagione 2020-2021.

## Stagione
La stagione 2020-2021 è per il Catanzaro la 29ª partecipazione alla terza serie del Campionato italiano di calcio.
Il 4 agosto 2020 la società presenta il nuovo direttore sportivo Massimo Cerri e il nuovo direttore generale Diego Foresti, mentre il 6 agosto viene mette sotto contratto l'allenatore Antonio Calabro, ex tecnico della Viterbese nella stagione precedente.
Dal 17 al 20 agosto 2020 la squadra si riunisce a Catanzaro per le visite mediche, tra cui il tampone per la prevenzione al COVID-19, dopodiché partirà per Spezzano della Sila, in cui effettuerà la preparazione alla prossima stagione nella frazione Moccone di Camigliatello Silano fino al 5 settembre.
Per i giallorossi, la stagione parte ufficialmente il 23 settembre, nel primo turno di Coppa Italia, nella gara interna vinta contro la Virtus Francavilla (2-1).
Il 27 settembre c'è l'esordio in campionato con la sconfitta esterna contro il Potenza (2-1).
Il 30 settembre, in occasione del secondo turno di Coppa Italia, i giallorossi colgono l'impresa: al Bentegodi fermano il Chievo sull'(1-1) resistendo fino alla fine dei tempi supplementari. Ai calci di rigore il Catanzaro si impone (6-7), accedendo così al terzo turno. Nel terzo turno della Coppa Italia, in programma il 28 ottobre 2020 al Luigi Ferraris, i calabresi incontrano il Genoa, venendo sconfitti (2-1) ed eliminati dalla competizione.
In campionato discreto il girone di andata dei giallorossi, chiuso con 29 punti in quinta posizione, ottimo invece il girone di ritorno nel quale raccolgono 39 punti. Il 2 maggio 2021 nell'ultima giornata del torneo, dopo il pareggio casalingo (2-2) contro il Monopoli, il Catanzaro chiude la stagione regolare al secondo posto con 68 punti, dietro l'imprendibile Ternana promossa diretta in Serie B. Il Catanzaro dopo un mese di stop, accede così alla fase nazionale dei Play-off. Incrocia il 30 maggio nel secondo turno l'Albinoleffe, che pareggia (1-1) a Bergamo, e sorprende i giallorossi nel ritorno, sbancando (0-1) il Ceravolo.

## Organigramma societario
Organigramma societario tratto dal sito ufficiale.
Area direttiva
- Presidente: Floriano Noto
- Direttore sportivo: Massimo Cerri
- Direttore generale: Diego Foresti

Collegio Sindacale
- Presidente: Francesco Muraca
- Sindaco: Luciano Pirrò, Caterina Caputo
- Supplenti: Andrea Aceto, Francesco Leone

Area comunicazione e marketing
- Responsabile Marketing: Roberta Catroppa
- Responsabile Comunicazione: Davide Lamanna

Area tecnica
- Allenatore: Antonio Calabro
- Allenatore in seconda: Alberto Villa
- Allenatore Portieri: Antonio Mirarchi
- Preparatori Atletici: Domenico Garcea, Giuseppe Talotta
- Team Manager: Michele Serraino

Area Medica
- Responsabili Staff Medico: Dott. Francesco de Santis
- Medici Sociali: Dott. Maurizio Caglioti, Dott. Giuseppe Stillo

## Divise e sponsor
Per la stagione 2020/2021 i Main Sponsor del Catanzaro saranno Coop Italia e Guglielmo Caffè, mentre lo sponsor tecnico sarà EYE Sport
| Casa | Trasferta | Terza divisa |

## Rosa
| N. |                         | Ruolo | Calciatore                  |
| -- | ----------------------- | ----- | --------------------------- |
| 1  | Italia (bandiera)       | P     | Rocco Mittica               |
| 2  | RD del Congo (bandiera) | D     | Brian Bayeye                |
| 2  | Italia (bandiera)       | A     | Salvatore Cusumano          |
| 3  | Italia (bandiera)       | C     | Sergio Contessa             |
| 4  | Italia (bandiera)       | C     | Francesco Corapi (capitano) |
| 5  | Italia (bandiera)       | D     | Luca Martinelli             |
| 6  | Italia (bandiera)       | D     | Emmanuele Salines           |
| 7  | Italia (bandiera)       | A     | Davis Curiale               |
| 8  | Italia (bandiera)       | C     | Luca Verna                  |
| 9  | Italia (bandiera)       | A     | Jefferson                   |
| 10 | Italia (bandiera)       | C     | Samuele Parlati             |
| 12 | Italia (bandiera)       | P     | Serafino Iannì              |
| 13 | Italia (bandiera)       | D     | Pasquale Fazio              |
| 14 | Italia (bandiera)       | D     | Stefano Scognamillo         |
| 15 | Italia (bandiera)       | A     | Salvatore Molinaro          |
| 16 | Italia (bandiera)       | D     | Roberto Pierno              |

| N. |                   | Ruolo | Calciatore           |
| -- | ----------------- | ----- | -------------------- |
| 17 | Italia (bandiera) | A     | Felice Evacuo        |
| 18 | Italia (bandiera) | A     | Alessio Di Massimo   |
| 19 | Italia (bandiera) | D     | Riccardo Gatti       |
| 20 | Italia (bandiera) | D     | Davide Riccardi      |
| 21 | Italia (bandiera) | C     | Andrea Risolo        |
| 22 | Italia (bandiera) | P     | Paolo Branduani      |
| 23 | Italia (bandiera) | C     | Luca Baldassin       |
| 24 | Italia (bandiera) | C     | Alberto Cristiano    |
| 25 | Italia (bandiera) | A     | Paolo Grillo         |
| 26 | Italia (bandiera) | D     | Alessio Pipicella    |
| 27 | Italia (bandiera) | C     | Giacomo Casoli       |
| 28 | Italia (bandiera) | C     | Lorenzo Iseppon      |
| 29 | Italia (bandiera) | A     | Massimiliano Carlini |
| 32 | Italia (bandiera) | D     | Desiderio Garufo     |
| 33 | Italia (bandiera) | P     | Raffaele Di Gennaro  |
| 34 | Italia (bandiera) | C     | Antonio Porcino      |

## Calciomercato

### Sessione estiva
| Acquisti | Acquisti           | Acquisti           | Acquisti      |
| R.       | Nome               | da                 | Modalità      |
| -------- | ------------------ | ------------------ | ------------- |
| P        | Paolo Branduani    | Empoli             | definitivo    |
| D        | Pasquale Fazio     | Juve Stabia        | definitivo    |
| D        | Emmanuele Salines  | Foggia             | definitivo    |
| D        | Desiderio Garufo   | Reggina            | prestito      |
| D        | Davide Riccardi    | Lecce              | prestito      |
| C        | Luca Verna         | Pisa               | definitivo    |
| C        | Andrea Risolo      | Virtus Francavilla | fine prestito |
| C        | Daniele Altobelli  | Salernitana        | definitivo    |
| C        | Jean Lambert Evans | Crotone            | prestito      |
| C        | Luca Baldassin     | Feralpisalò        | definitivo    |
| A        | Davis Curiale      | Catania            | definitivo    |
| A        | Alessio Di Massimo | Triestina          | prestito      |
| A        | Felice Evacuo      | Trapani            | definitivo    |

| Cessioni | Cessioni           | Cessioni     | Cessioni              |
| R.       | Nome               | a            | Modalità              |
| -------- | ------------------ | ------------ | --------------------- |
| P        | Marco Moschella    | Licata       | definitivo            |
| P        | Marco Bleve        | Lecce        | fine prestito         |
| D        | Danilo Quaranta    | Ascoli       | fine prestito         |
| D        | Andrea Signorini   | Gubbio       | rescissione contratto |
| D        | Daniele Celiento   | Bari         | definitivo            |
| C        | Simone Alfieri     | Sersale      | prestito              |
| C        | Zhivko Atanasov    | Levski Sofia | risoluzione contratto |
| C        | Carlo De Risio     | Bari         | definitivo            |
| C        | Alvaro Iuliano     | Potenza      | fine prestito         |
| C        | Lorenzo Di Livio   | Potenza      | definitivo            |
| C        | Manuel Nicoletti   | Monopoli     | definitivo            |
| C        | Giuseppe Statella  | Vibonese     | definitivo            |
| C        | Brian Bayeye       | Carpi        | prestito              |
| A        | Dodou Mangni       | Lecco        | prestito              |
| A        | Andrea Bianchimano | Perugia      | fine prestito         |
| A        | Mamadou Kanoute    | Palermo      | definitivo            |
| A        | Giacomo Tulli      | Feralpisalò  | definitivo            |
| A        | Gabriele Novello   | Rende        | definitivo            |

### Sessione invernale
| Acquisti | Acquisti            | Acquisti    | Acquisti   |
| R.       | Nome                | da          | Modalità   |
| -------- | ------------------- | ----------- | ---------- |
| D        | Stefano Scognamillo | Alessandria | prestito   |
| D        | Riccardo Gatti      | Reggiana    | prestito   |
| D        | Roberto Pierno      | Lecce       | prestito   |
| C        | Samuele Parlati     | Fano        | definitivo |
| C        | Antonio Porcino     | Livorno     | definitivo |
| A        | Jefferson           | Padova      | prestito   |
| A        | Paolo Grillo        | Cittadella  | prestito   |
| A        | Salvatore Molinaro  | Lucchese    | definitivo |

| Acquisti | Acquisti            | Acquisti | Acquisti      |
| R.       | Nome                | da       | Modalità      |
| -------- | ------------------- | -------- | ------------- |
| D        | Cristian Riggio     | Monopoli | prestito      |
| D        | Paolo Brugnano      | Rende    | prestito      |
| D        | Paride Pinna        | Arezzo   | definitivo    |
| C        | Francesco Urso      | Fano     | definitivo    |
| C        | Daniele Altobelli   | Arezzo   | definitivo    |
| C        | Jean Lambert Evan's | Crotone  | fine prestito |
| A        | Vincenzo Furina     | Napoli   | prestito      |
| A        | Matteo Di Piazza    | Catania  | prestito      |

## Risultati

### Play-off
| Arbitro: | Gualtieri (Asti) |

|               |           |             |
| Mondonico 81’ | Marcatori | 62’ Carlini |

| Arbitro: | N. Marini (Trieste) |

|  |           |           |
|  | Marcatori | 84’ Gelli |

### Coppa Italia
| Arbitro: | V. Marini (Roma) |

|                               |           |               |
| Casoli 35’ Carlini 45’ (rig.) | Marcatori | 32’ D. Franco |

| Arbitro: | Meraviglia (Pistoia) |

|                                                             |                      |                                                             |
| De Luca 41’                                                 | Marcatori            | 60’ Martinelli                                              |
| Palmiero De Luca Morsay Grubac Mogoș Rigione Zuelli Illanes | Tiri di rigore 6 – 7 | Carlini Curiale Bayeye Martinelli Pinna Garufo Casoli Verna |

| Arbitro: | Maggioni (Lecco) |

|                 |           |           |
| Scamacca 7’ 65’ | Marcatori | 83’ Fazio |

## Statistiche

### Statistiche di squadra
Statistiche aggiornate al 31 gennaio 2021
| Competizione | Punti | In casa | In casa | In casa | In casa | In casa | In casa | In trasferta | In trasferta | In trasferta | In trasferta | In trasferta | In trasferta | Totale | Totale | Totale | Totale | Totale | Totale | DR  |
| Competizione | Punti | G       | V       | N       | P       | Gf      | Gs      | G            | V            | N            | P            | Gf           | Gs           | G      | V      | N      | P      | Gf     | Gs     | DR  |
| ------------ | ----- | ------- | ------- | ------- | ------- | ------- | ------- | ------------ | ------------ | ------------ | ------------ | ------------ | ------------ | ------ | ------ | ------ | ------ | ------ | ------ | --- |
| Serie C      | 68    | 18      | 12      | 4       | 2       | 24      | 13      | 18           | 7            | 7            | 4            | 20           | 16           | 36     | 19     | 11     | 6      | 44     | 29     | +15 |
| Coppa Italia | -     | 1       | 1       | 0       | 0       | 2       | 1       | 2            | 0            | 1            | 2            | 2            | 3            | 3      | 1      | 1      | 1      | 4      | 4      | 0   |
| Totale       | 68    | 19      | 13      | 4       | 2       | 26      | 14      | 20           | 7            | 8            | 6            | 22           | 19           | 39     | 20     | 12     | 7      | 48     | 33     | +15 |

### Andamento in campionato
| Giornata  | 1  | 2  | 3  | 4  | 5 | 6 | 7 | 8 | 9 | 10 | 11 | 12 | 13 | 14 | 15 | 16 | 17 | 18 | 19 | 20 | 21 | 22 | 23 | 24 | 25 | 26 | 27 | 28 | 29 | 30 | 31 | 32 | 33 | 34 | 35 | 36 | 37 | 38 |
| --------- | -- | -- | -- | -- | - | - | - | - | - | -- | -- | -- | -- | -- | -- | -- | -- | -- | -- | -- | -- | -- | -- | -- | -- | -- | -- | -- | -- | -- | -- | -- | -- | -- | -- | -- | -- | -- |
| Luogo     | T  | C  | C  | T  | C | T | C | T | T | C  | T  | C  | T  | C  | T  | C  | T  | C  | T  | C  | T  | T  | C  | T  | C  | T  | C  | C  | T  | C  | T  | C  | T  | C  | T  | C  | T  | C  |
| Risultato | P  | -  | V  | N  | V | N | N | P | V | V  | N  | V  | P  | V  | V  | N  | N  | N  | N  | V  | -  | P  | V  | V  | P  | V  | V  | P  | N  | V  | V  | V  | N  | V  | V  | V  | V  | N  |
| Posizione | 15 | 16 | 10 | 10 | 7 | 8 | 8 | 8 | 7 | 7  | 7  | 7  | 7  | 5  | 4  | 4  | 6  | 5  | 5  | 4  | 6  | 5  | 5  | 4  | 5  | 5  | 4  | 4  | 4  | 4  | 4  | 3  | 4  | 4  | 3  | 3  | 2  | 2  |

Fonte:  Serie C Girone C 2020/2021, su calcio.com.
Legenda:

Luogo: C = Casa; T = Trasferta. Risultato: V = Vittoria; N = Pareggio; P = Sconfitta.

### Statistiche dei giocatori
In grassetto i calciatori trasferiti a stagione in corso.
| Giocatore       | Serie C  | Serie C | Serie C     | Serie C    | Coppa Italia | Coppa Italia | Coppa Italia | Coppa Italia | Totale   | Totale | Totale      | Totale     |
| Giocatore       | Presenze | Reti    | Ammonizioni | Espulsioni | Presenze     | Reti         | Ammonizioni  | Espulsioni   | Presenze | Reti   | Ammonizioni | Espulsioni |
| --------------- | -------- | ------- | ----------- | ---------- | ------------ | ------------ | ------------ | ------------ | -------- | ------ | ----------- | ---------- |
| D. Altobelli    | 11       | 0       | 2           | 0          | 1            | 0            | 0            | 0            | 12       | 0      | 2           | 0          |
| L. Baldassin    | 14       | 0       | 0           | 0          | 1            | 0            | 0            | 0            | 15       | 0      | 0           | 0          |
| B. Bayeye       | 1        | 0       | 0           | 0          | 2            | 0            | 0            | 0            | 3        | 0      | 0           | 0          |
| P. Branduani    | 16       | -18     | 1           | 0          | 2            | -2           | 0            | 0            | 18       | -20    | 1           | 0          |
| P. Brugnano     | 0        | 0       | 0           | 0          | 0            | 0            | 0            | 0            | 0        | 0      | 0           | 0          |
| M. Carlini      | 18       | 4       | 3           | 0          | 3            | 1            | 1            | 0            | 21       | 5      | 4           | 0          |
| G. Casoli       | 17       | 0       | 4           | 0          | 3            | 1            | 0            | 0            | 20       | 1      | 4           | 0          |
| S. Contessa     | 17       | 1       | 4           | 1          | 2            | 0            | 1            | 0            | 19       | 1      | 5           | 1          |
| F. Corapi       | 18       | 1       | 6           | 0          | 3            | 0            | 0            | 0            | 21       | 1      | 6           | 0          |
| A. Cristiano    | 1        | 0       | 0           | 0          | 0            | 0            | 0            | 0            | 1        | 0      | 0           | 0          |
| S. Cusumano     | 1        | 0       | 0           | 0          | 0            | 0            | 0            | 0            | 1        | 0      | 0           | 0          |
| D. Curiale      | 16       | 2       | 6           | 0          | 2            | 0            | 0            | 0            | 18       | 2      | 6           | 0          |
| R. Di Gennaro   | 3        | -1      | 0           | 0          | 1            | -2           | 0            | 0            | 4        | -3     | 0           | 0          |
| A. Di Massimo   | 18       | 1       | 4           | 0          | 1            | 0            | 1            | 0            | 19       | 1      | 5           | 0          |
| M. Di Piazza    | 13       | 1       | 0           | 0          | 1            | 0            | 0            | 0            | 14       | 1      | 0           | 0          |
| F. Evacuo       | 17       | 4       | 1           | 0          | 1            | 0            | 0            | 0            | 18       | 4      | 1           | 0          |
| J.L. Evans      | 5        | 0       | 1           | 0          | 0            | 0            | 0            | 0            | 5        | 0      | 1           | 0          |
| P. Fazio        | 19       | 1       | 3           | 0          | 3            | 1            | 1            | 0            | 22       | 2      | 4           | 0          |
| D. Garufo       | 13       | 0       | 0           | 0          | 1            | 0            | 0            | 0            | 14       | 0      | 0           | 0          |
| R. Gatti        | 0        | 0       | 0           | 0          | 0            | 0            | 0            | 0            | 0        | 0      | 0           | 0          |
| S. Iannì        | 0        | 0       | 0           | 0          | 0            | 0            | 0            | 0            | 0        | 0      | 0           | 0          |
| L. Iseppon      | 0        | 0       | 0           | 0          | 0            | 0            | 0            | 0            | 0        | 0      | 0           | 0          |
| Jefferson       | 0        | 0       | 0           | 0          | 0            | 0            | 0            | 0            | 0        | 0      | 0           | 0          |
| L. Martinelli   | 14       | 0       | 8           | 2          | 2            | 1            | 0            | 0            | 16       | 1      | 8           | 2          |
| R. Mittica      | 0        | 0       | 0           | 0          | 0            | 0            | 0            | 0            | 0        | 0      | 0           | 0          |
| P. Pinna        | 13       | 0       | 4           | 0          | 3            | 0            | 1            | 0            | 16       | 0      | 5           | 0          |
| A. Porcino      | 1        | 0       | 0           | 0          | 0            | 0            | 0            | 0            | 1        | 0      | 0           | 0          |
| D. Riccardi     | 13       | 1       | 3           | 0          | 1            | 0            | 0            | 0            | 14       | 1      | 3           | 0          |
| C. Riggio       | 1        | 0       | 0           | 0          | 2            | 0            | 2            | 1            | 3        | 0      | 2           | 1          |
| A. Risolo       | 13       | 2       | 1           | 0          | 3            | 0            | 0            | 0            | 16       | 2      | 1           | 0          |
| E. Salines      | 0        | 0       | 1           | 0          | 0            | 0            | 0            | 0            | 0        | 0      | 1           | 0          |
| S. Scognamiglio | 1        | 0       | 0           | 0          | 0            | 0            | 0            | 0            | 1        | 0      | 0           | 0          |
| F. Urso         | 1        | 0       | 0           | 0          | 1            | 0            | 1            | 0            | 2        | 0      | 1           | 0          |
| L. Verna        | 19       | 1       | 2           | 0          | 3            | 0            | 0            | 0            | 22       | 1      | 2           | 0          |

## Giovanili

### Organigramma
Tratto dal sito ufficiale della squadra.

Area direttiva
- Responsabile Settore giovanile: Frank Mario Santacroce
- Responsabile Tecnico: Carmelo Moro
- Responsabile Scouting: Gianluca Caracciolo
- Responsabile Area Portieri: Francesco Parrotta
- Responsabile Attività di base: Salvatore Ferreri

Berretti
- Allenatore: Giulio Spader
- Preparatore atletico: Giuseppe Sestito
- Preparatore dei portieri: Francesco Parrotta

Under-17
- Allenatore: Rosario Salerno
- Preparatore dei portieri: Amedeo Amelio
- Preparatore Atletico: Giuseppe Talotta
- Dirigente accompagnatore: Francesco Lamanna

- Under-15
- Allenatore: Giuseppe Teti
- Preparatore atletico: Dragone Santo
- Preparatore dei portieri: Raffaele Talotta
- Dirigente accompagnatore: Angelo Tavano

Under-14
- Allenatore: Roberto Camerino
- Preparatore atletico: Marco Siena
- Dirigente accompagnatore: Maurizio Bellacoscia